# Bourbonne-les-Bains
Bourbonne-les-Bains ist eine französische Gemeinde mit 1.969 Einwohnern (Stand 1. Januar 2022) im Département Haute-Marne in der Region Grand Est; sie gehört zum Arrondissement Langres. Die Bewohner werden Bourbonnais und Bourbonnaises genannt.
Die Gemeinde erhielt 2022 die Auszeichnung „Zwei Blumen“, die vom Conseil national des villes et villages fleuris (CNVVF) im Rahmen des jährlichen Wettbewerbs der blumengeschmückten Städte und Dörfer verliehen wird.

## Lage
Bourbonne-les-Bains liegt in einer ländlichen Region an der Grenze zum Département Vosges. Zehn Kilometer westlich verläuft die Autoroute A31 zwischen Langres und Toul.

## Geschichte
In keltischer Zeit lebten die Lingonen in der Region um die Stadt. Benannt ist der Ort nach dem keltischen Heilgott Borvo, die Kelten wussten also schon um die Heilkraft der warmen Quellen in Bourbonne. Auch die Römer erkannten die heilsame Wirkung des Wassers und bauten in der Stadt Thermen. Vom 14. bis zum 17. Jahrhundert bescherte das Wasser den Herren von Bourbonne ein reiches Einkommen. Die erste urkundliche Erwähnung von Ländereien und einer Kirche finden wir in einer Schenkung Kaiser Lothars I., die auf 846 datiert wird (Regesta Imperii I., Nr. 1127).
Am 1. Mai 1717 zerstörte ein Feuer die Stadt. 1735 wurde ein königliches Militärhospital eröffnet, 1783 ein Thermalbad. Bourbonne erlebte einen touristischen Aufschwung, der sich mit dem Aufkommen der Eisenbahn im 19. Jahrhundert noch verstärkte. Zwischen 1977 und 1979 wurde in der Stadt ein großes Thermalbad gebaut. Bei den Bauarbeiten kamen zahlreiche Spuren früherer Besiedlungen zutage, darunter Reste von Bädern und Säulenhallen, eine Wanne aus Blei, Räume mit Hypokausten und Statuen.
Bourbonne-les-Bains gehört historisch zur Bailliage de Langres innerhalb der Provinz Champagne. Der Ort gehörte von 1793 bis 1801 zum District Bourbonne. Zudem ist er seit 1793 Kantonshauptort des Kantons Bourbonne(-les-Bains).
1972 wurden die beiden bis dahin eigenständigen Gemeinden Genrupt (1968: 96 Einwohner) und Villars-Saint-Marcellin (1968: 171 Einwohner) eingegliedert.

## Bevölkerungsentwicklung
Die Gemeinde zählte bereits vor 1800 mehr als 3000 Einwohner. Bis 1851 wuchs die Anzahl Bewohner – von den 10 Jahren zwischen 1821 und 1831 – stetig an (1793–1851: + 33,1 %) und hob die Einwohnerschaft auf mehr als 4000 Personen. Bis 1906 blieb die Bevölkerungszahl dann mit Ausnahme des Jahres 1856 immer bei über 4000 Menschen. Der historische Höchststand war im Jahr 1881. Zwischen 1906 und 1926 kam es zu einem markanten Bevölkerungsrückgang (1906–1926: - 28 %). Danach sank die Bevölkerungszahl bis 1962 nur noch leicht (1926–1962: - 9,6 %). Zwischen 1962 und 1975 kam es zu einer starken Wachstumsphase von 18,3 % (teilweise wegen Eingemeindungen). Seit 1982 wandern wieder viele Leute in andere Regionen aus (1982–2013: - 30,9 %). Der Bevölkerungsstand ist derzeit auf einem historischen Tiefststand und die Gemeinde hat seit seinem Höchststand mehr als die Hälfte der Bewohner verloren (1881–2013: - 51,5 %).
| 1962 | 1968 | 1975 | 1982 | 1990 | 1999 | 2006 | 2012 | 2018 |
| ---- | ---- | ---- | ---- | ---- | ---- | ---- | ---- | ---- |
| 2617 | 2912 | 3095 | 3022 | 2764 | 2495 | 2275 | 2172 | 2025 |

## Sehenswürdigkeiten
Eine wichtige Attraktion der Stadt ist das örtliche Museum in dem zahlreiche archäologische Objekte ausgestellt werden, die die Geschichte des Ortes und seine Bedeutung als eines der größten Bäder Nord-Galliens in gallo-römischer Zeit belegen. Außerdem gibt es noch Überreste der gallo-römischen Bäderanlagen im Ort. Weitere Sehenswürdigkeiten sind:
- Stadtkirche Notre-Dame-en-son-Assomption (teils 12./13. Jahrhundert; teilweise 19. Jahrhundert)[3]
- Dorfkirche Notre-Dame-en-son-Assomption aus dem Jahr 1781 im Ortsteil Genrupt[4]
- Dorfkirche Saint-Marcellin im Ortsteil Villars-Saint-Marcellin (teils 12. Jahrhundert; teilweise 19. Jahrhundert)[5]
- Kapelle Notre-Dame-de-la-Sallette aus dem Jahr 1856 im Ortsteil Villars-Saint-Marcellin[6]
- Kapelle Notre-Dame-des-Eaux
- La Porte-Galons, Befestigung aus dem 16. Jahrhundert
- Parkanlage beim Rathaus (Mairie)(französischer Stil), Arboretum von Montmorency (englischer Stil)
- Tierpark la Bannie in der Route du Coiffy

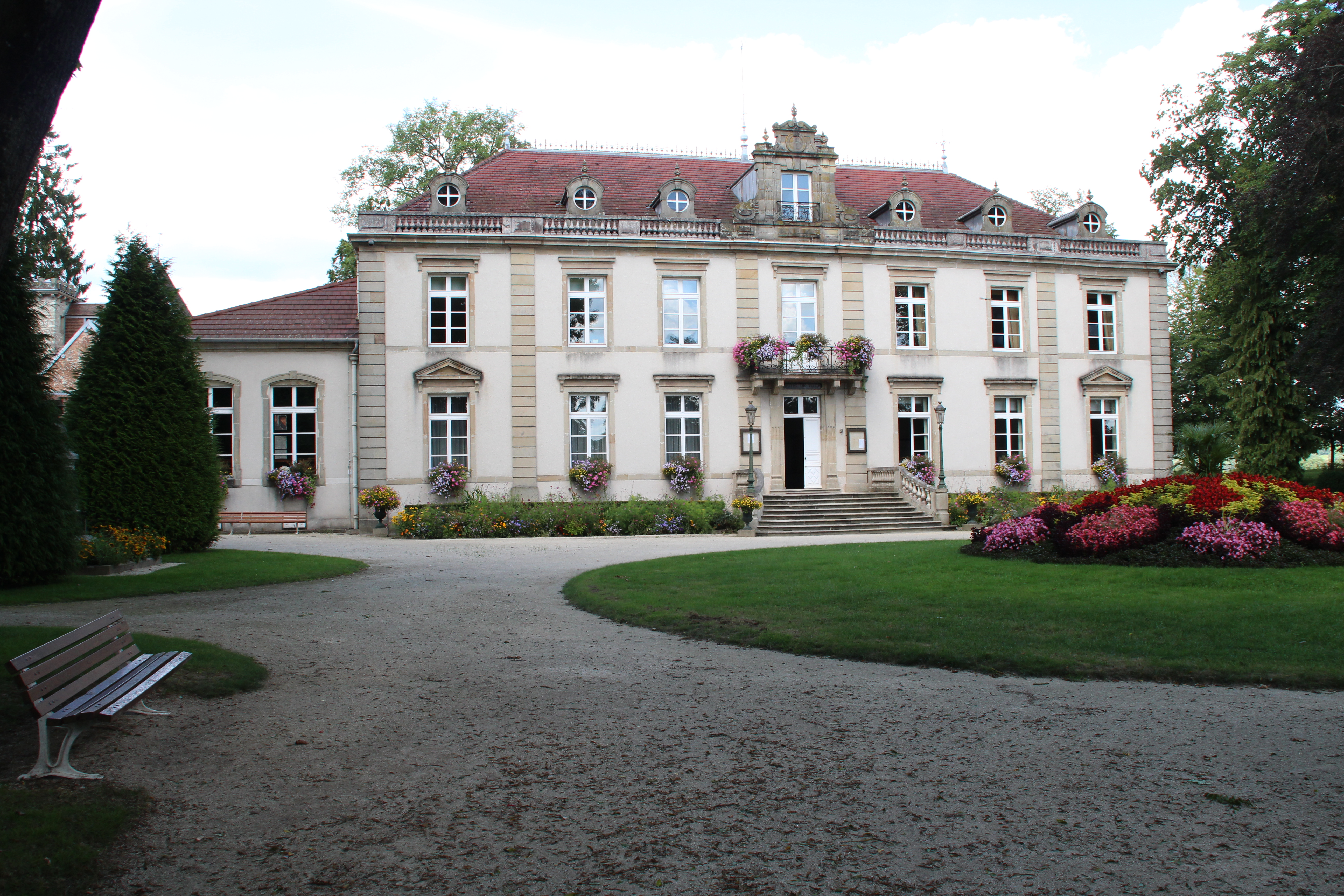
Bürgermeisteramt (Mairie)
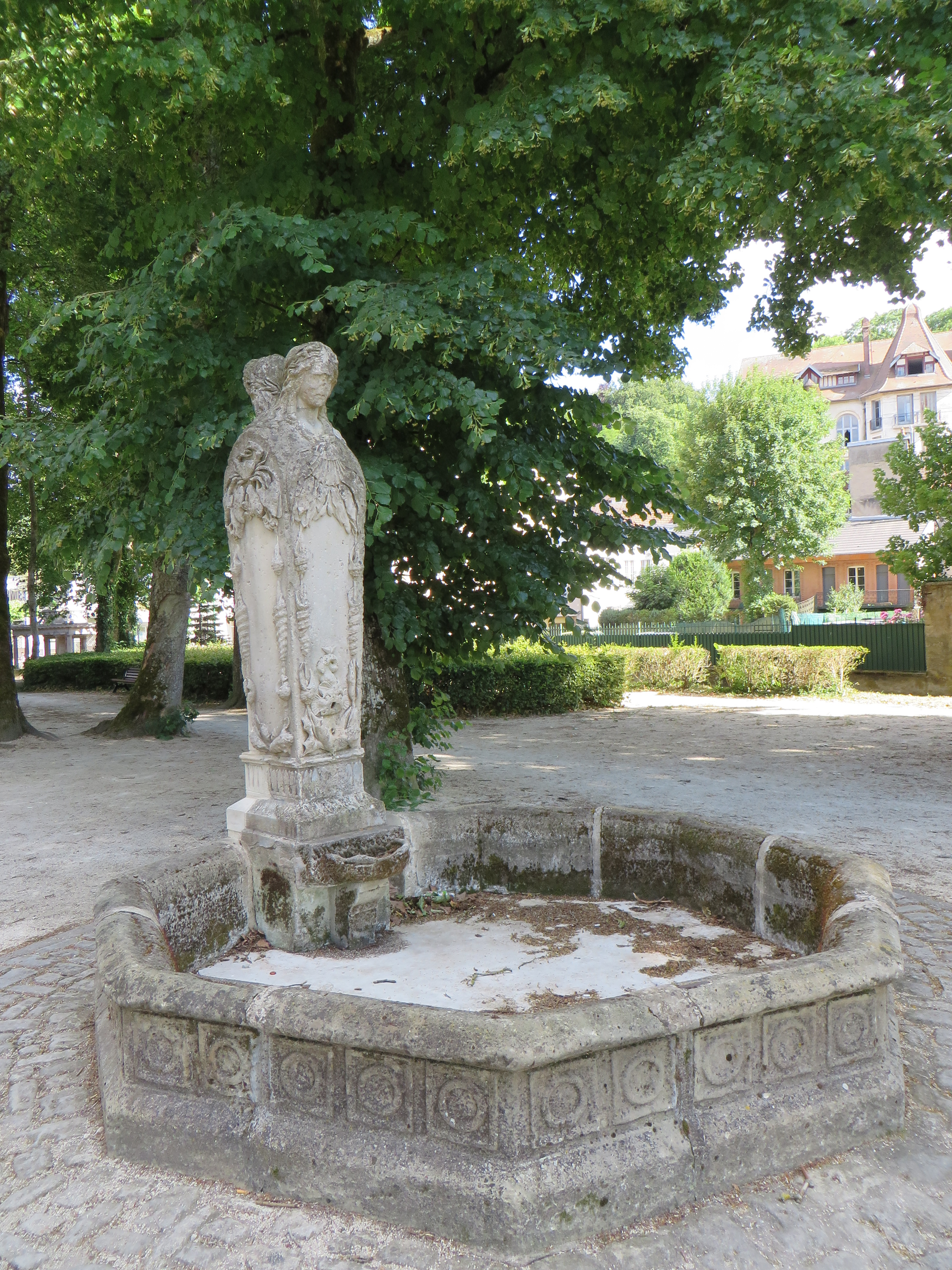
Überrest aus gallo-römischer Zeit
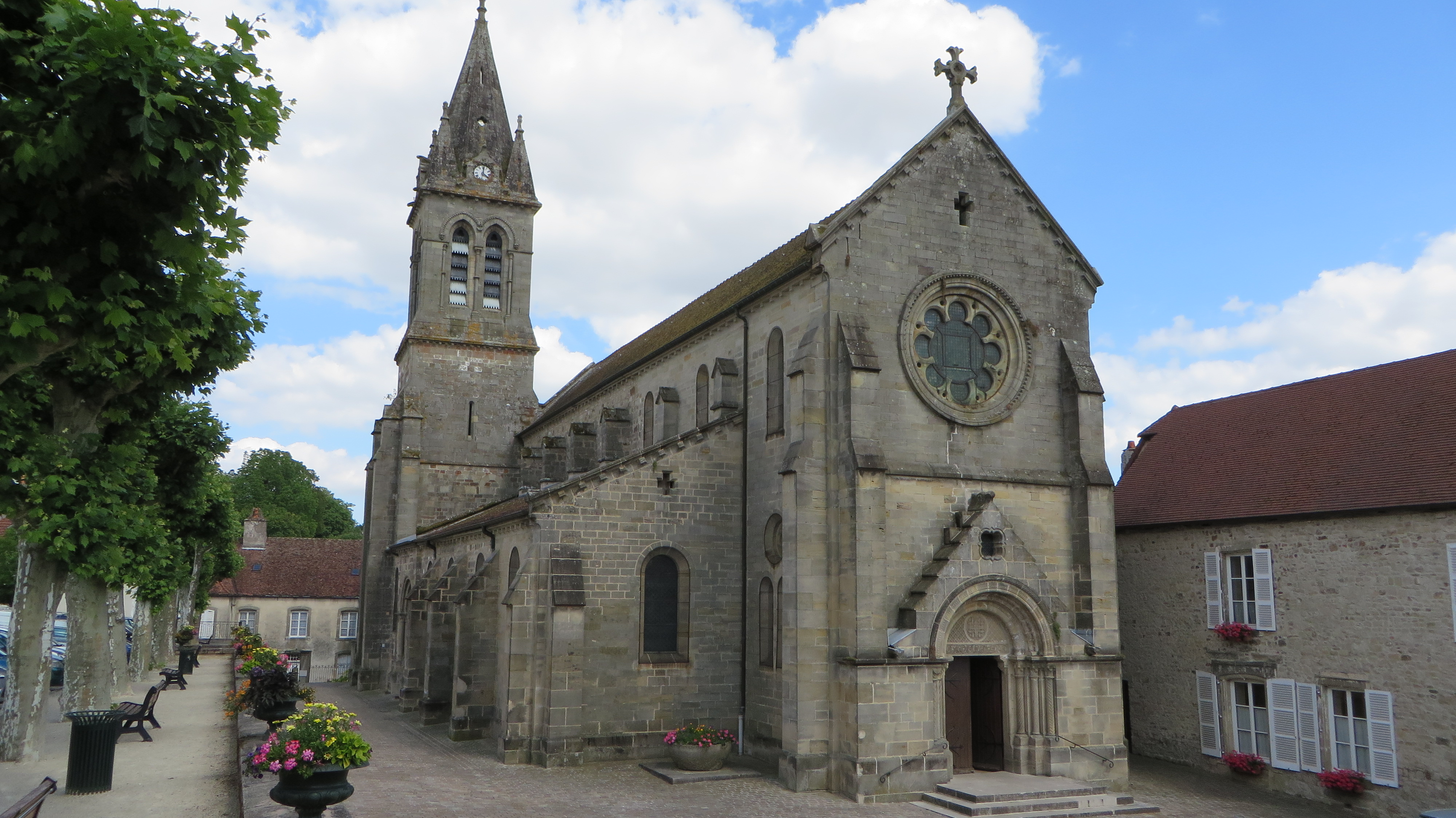
Stadtkirche von Bourbonne-les-Bains
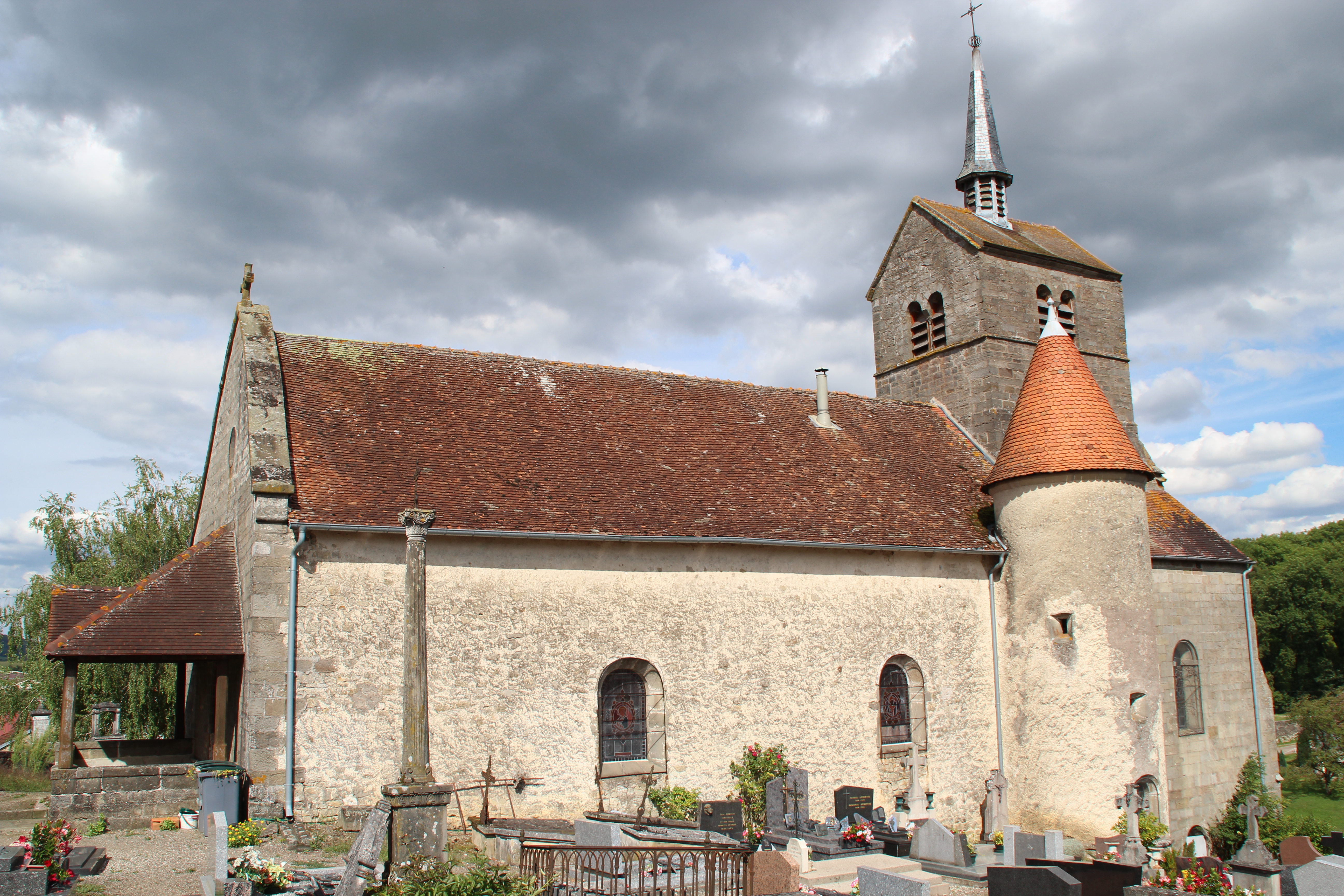
Dorfkirche von Villars-Saint-Marcellin
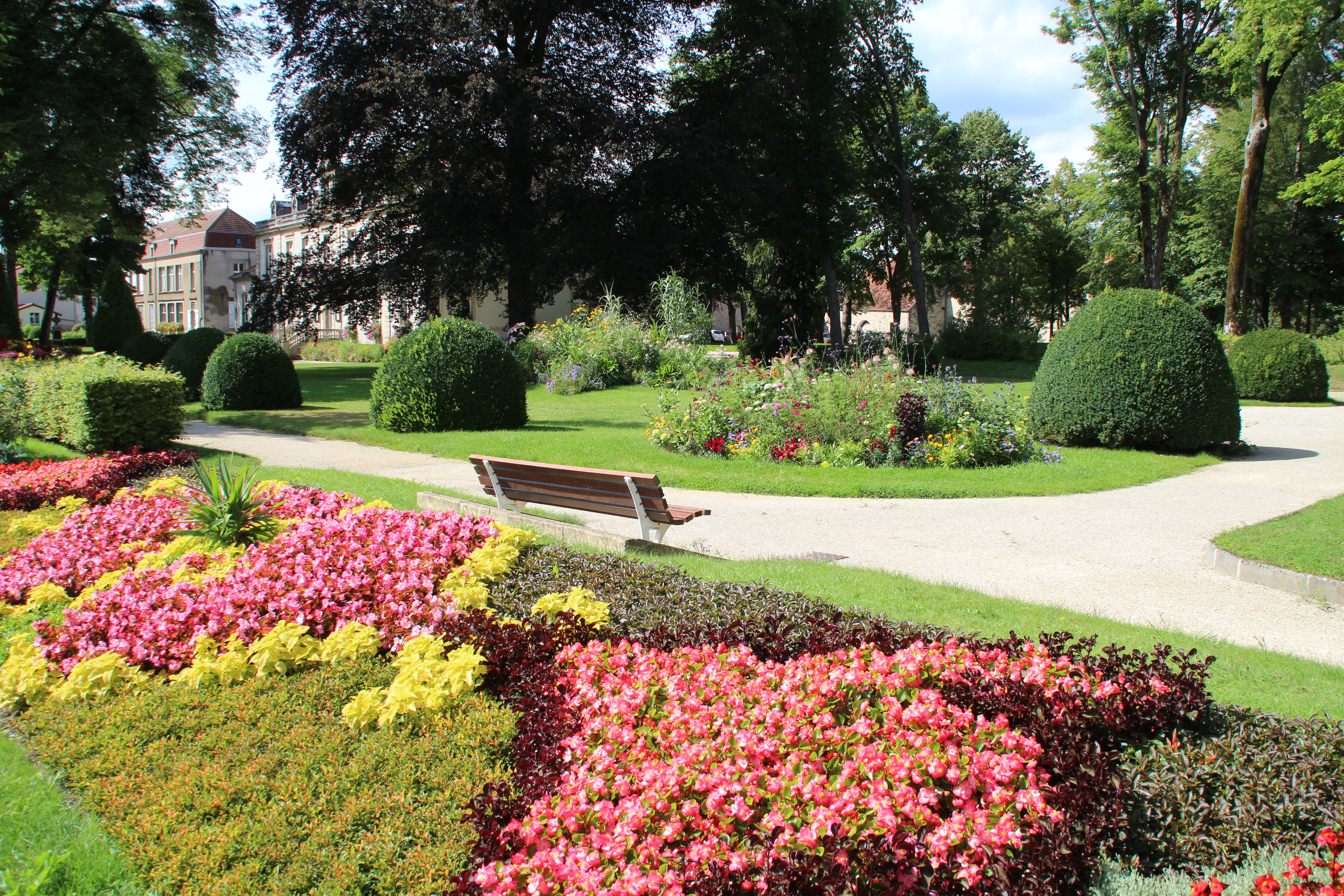
Parkanlage beim Rathaus
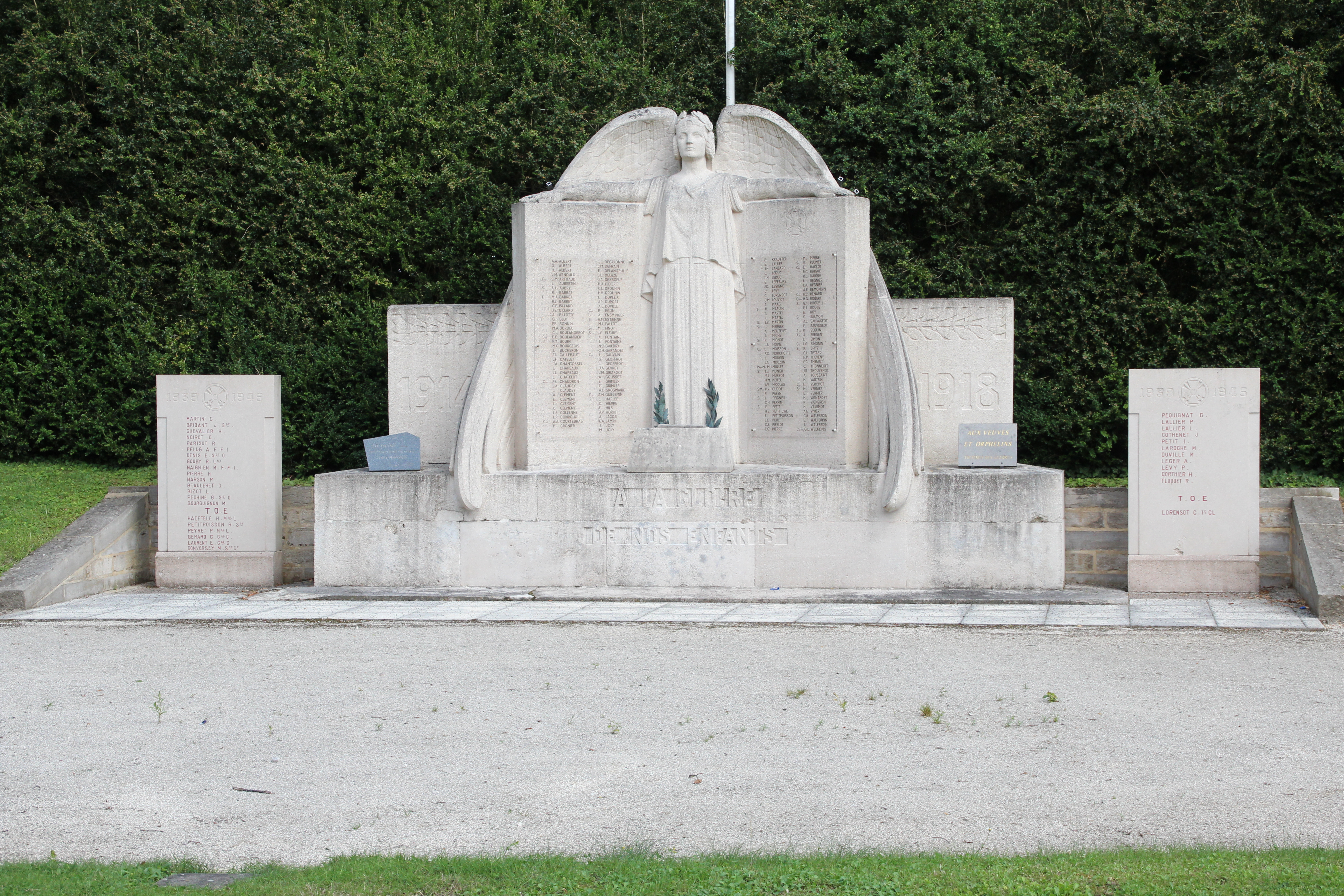
Denkmal für die Gefallenen
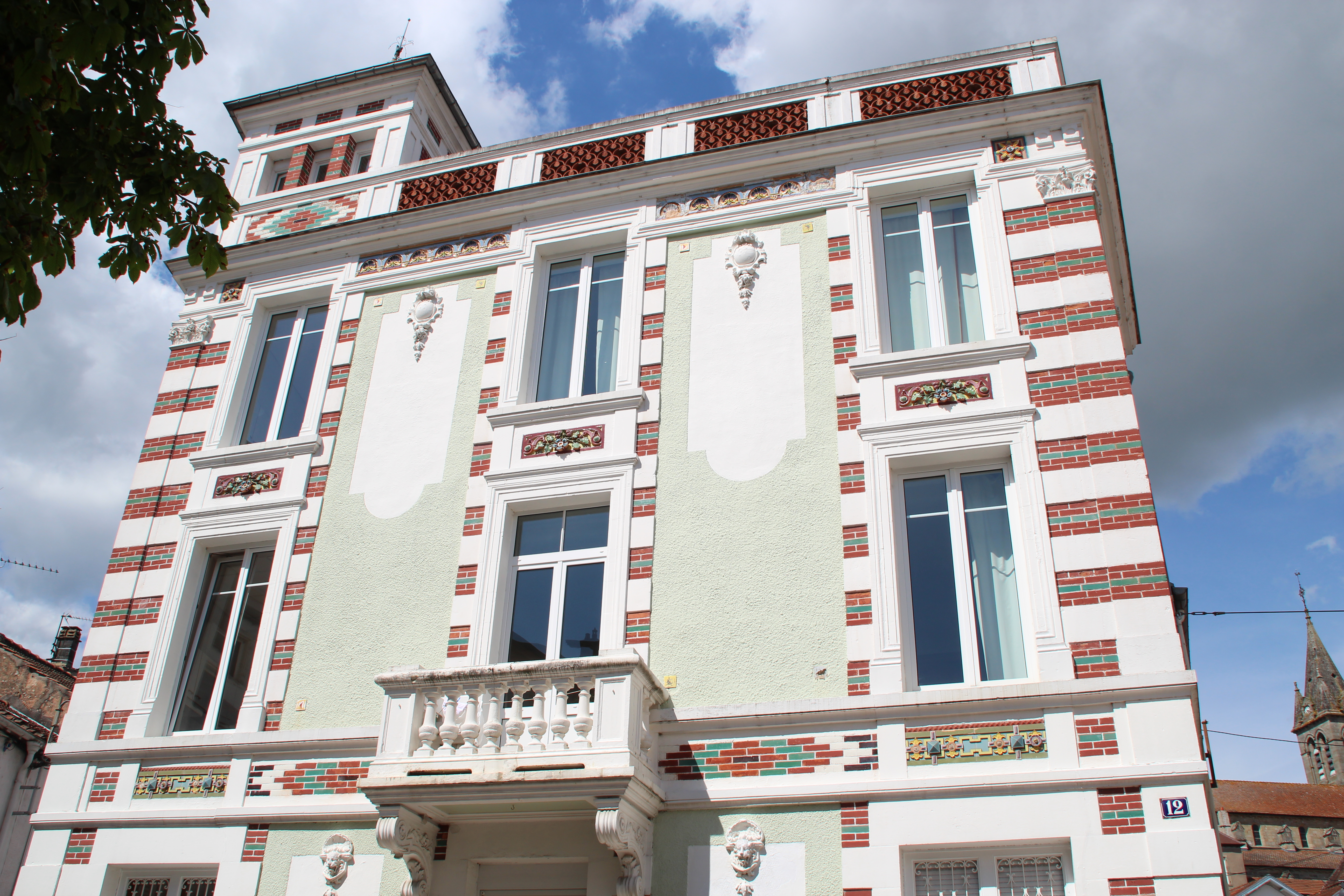
Haus in Bourbonne-les-Bains

## Städtepartnerschaft
- Weiskirchen im Saarland

## Wirtschaft
Die Gemeinde lebt vom Bädertourismus. Neben Gesundheitstourismus hat sich in der Stadt eine umfassende Hotellerie angesiedelt. In den letzten Jahren kam ein großes Casino hinzu.

## Persönlichkeiten
- Maurice Constantin-Weyer (1881–1964), Schriftsteller, Gewinner des Prix Goncourt 1928, geboren in Bourbonne-les-Bains
- Denis Diderot (1713–1784), verweilte im Jahre 1770 hier und schrieb Les Deux Amis de Bourbonne